# Aeroportul Yoron
Aeroportul Yoron (IATA: RNJ, ICAO: RORY) este un aeroport din Yoron⁠(d), Ōshima district⁠(d), Prefectura Kagoshima, Japonia. Aeroportul a fost tranzitat în 2023 de 86.347 de pasageri. A fost numit după Yoronjima⁠(d).
Situat la o altitudine de 14 m, aeroportul dispune de o singură pistă.